# Großfrüchtige Moosbeere
Die Großfrüchtige Moosbeere (Vaccinium macrocarpon, Syn.: Oxycoccus macrocarpos) – niederdeutsch Kraanbeere oder Kranbeere (von kraan, Kranich, deswegen auch Kranichbeere) – ist vor allem unter der englischen Bezeichnung Cranberry bekannt. Sie ist eine Pflanzenart aus der Gattung der Heidelbeeren (Vaccinium) in der Familie der Heidekrautgewächse (Ericaceae). Die englische Bezeichnung cranberry leitet sich aus crane berries („Kranichbeeren“) ab. Die Form der Blüten erinnert an einen Kranichschnabel.

## Vorkommen
Moosbeeren sind in Europa, Asien und Nordamerika heimisch, wobei die Amerikanische Kranbeere (Vaccinium macrocarpon) robuster und weniger rund ist, als die eurasisch-nordamerikanische Gewöhnliche Moosbeere (Vaccinium oxycoccos).
Die Amerikanische Kranbeere wird in den USA, vor allem in Neuengland, großflächig angebaut und vermarktet. Unter anderem gelten die Beeren als unverzichtbarer Bestandteil des Thanksgiving-Menüs. In Deutschland findet sich die Kranbeere häufig unter dem irreführenden Namen „Kulturpreiselbeere“ im Handel, schmeckt aber deutlich anders als Preiselbeeren. Sie ist herb und sehr sauer.

### Invasive Art in den Dünen von Sylt
Die Cranberry ist in den 1980er Jahren erstmals in Dünentälern der Insel Sylt entdeckt worden, vermutlich ist sie schon früher auf die Insel gelangt, etwa durch Vögel oder verloren gegangene Schiffsfrachten. Genauere Aufzeichnungen gibt es nicht dazu. Ein Sylter Spitzenkoch verwendet die Moosbeere für die Bereitung von Desserts und Aperitifs.
Ökologisch ist das Vorkommen dieser Pflanzenart in feuchten Dünentälern kritisch zu bewerten. Heimische Pflanzen werden durch die Cranberrypflanzen verdrängt, weil weite Dünenbereiche von diesen überwuchert werden. Daher veranstaltet seit 2015 die Schutzstation Wattenmeer mehrmals im Jahr Aktionen, in denen Freiwillige die langen Cranberry-Ranken flächendeckend in den Dünen bei Hörnum händisch aus dem Boden rupfen. Ziel ist, die Ranken zu eliminieren, damit sie nicht von Dünental zu Dünental wandern. So erhalten heimische Pflanzen, die unter der invasiven Cranberry wachsen, wieder Platz, um sich auszubreiten. Dadurch ist der Sonnentau zurück und auch für Zwergbinse und Sumpfbärlapp ist wieder Platz; alles stark gefährdete Pflanzen, die in den feuchten Dünentälern im Süden von Sylt wachsen und sonst nur an wenigen weiteren Orten Norddeutschlands.

## Beschreibung

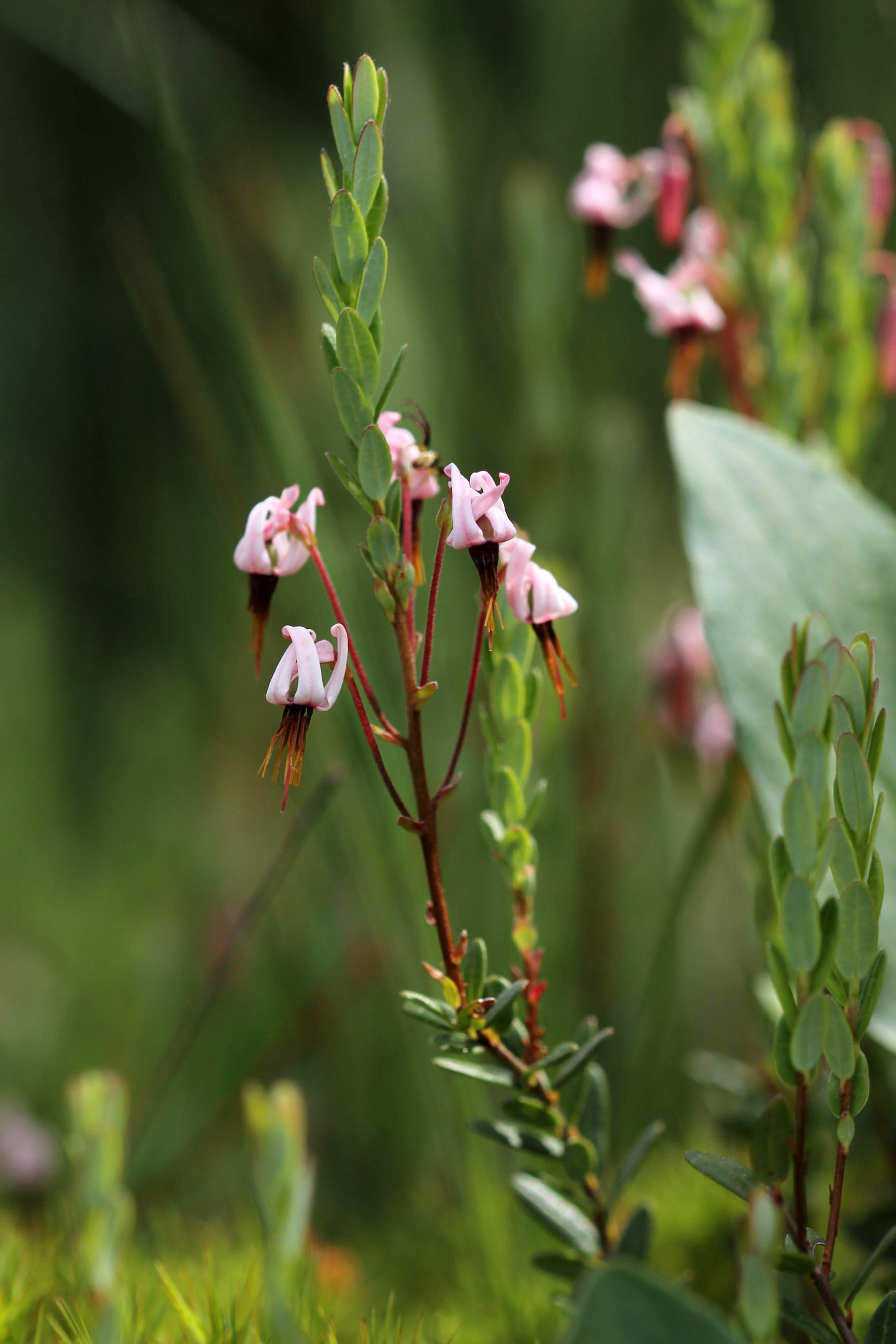
Kranbeere, blühend

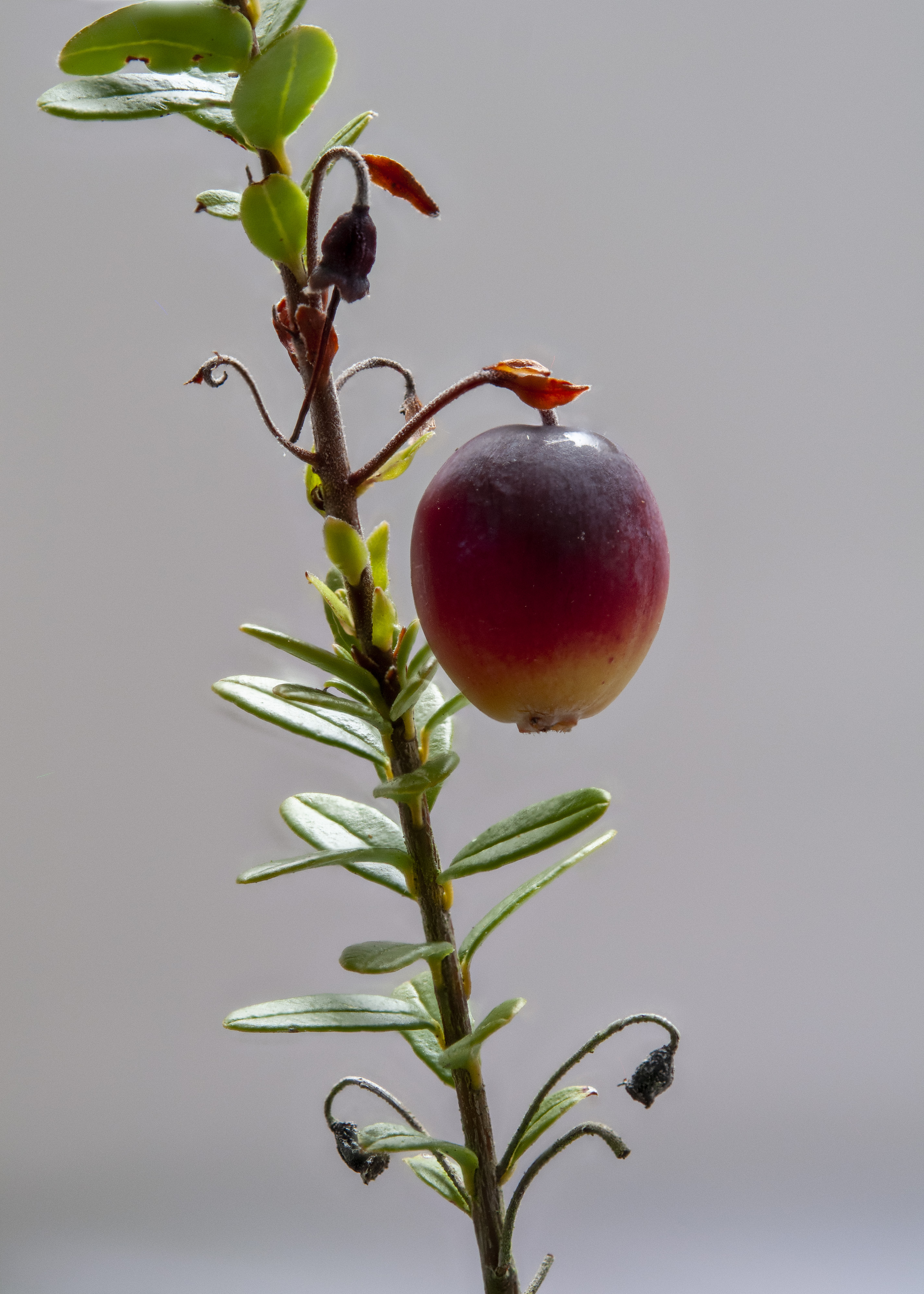
Frucht

Die Kranbeere ist ein immergrüner Zwergstrauch (Chamaephyt), der etwa 10 bis 20 cm hoch wächst und sich mit niederliegenden Zweigen etwa 0,5 bis 1,5 m am Boden kriechend ausbreitet. Die Wuchsform ist niederliegend-aufsteigend, das heißt: Die älteren Abschnitte der Zweige liegen dem Boden auf und bewurzeln sich auf ganzer Länge, die Enden der Zweige sind dagegen aufrecht gestellt. Die Zweige wachsen unbegrenzt weiter (bis zu 1 m pro Jahr), wobei die alten rückwärtigen Abschnitte nach einigen Jahren absterben, wenn sie von Nachbarpflanzen und (Torf-)Moosen überwachsen werden. Deshalb erscheint ein Bestand an Moosbeeren als eine rasenartige Struktur (Einzelpflanzen sind nicht erkennbar).
Die einfachen, ganzrandigen und kurz gestielten, fast kahlen, wechselständigen Laubblätter sind ledrig-dicklich, 0,9 bis 1,9 cm lang, eiförmig bis elliptisch, länglich und abgerundet. Die Blätter sind unterseits blassgrün und teils „bereift“, glauk, der Blattrand ist knapp umgebogen, der kurze Blattstiel ist teils rötlich.
Die Blüten sind meist vierzählig mit doppelter Blütenhülle. Sie stehen in „erst endständigen“ und traubigen, wenigblütigen (bis 10) Blütenständen an der Basis der Triebe des laufenden Jahres. Oberhalb wächst der dann wieder beblätterte Trieb weiter. Die nickenden, langstieligen Blüten sind weiß bis leicht rosarötlich mit stark zurückgeschlagenen, eilanzettlichen Kronblättern. Der Kelch, am becherförmigen Blütenbecher, besitzt nur sehr kleine Lappen. Die Blüten stehen jeweils an einem Tragblatt (oder reduziertes Blatt); auch sind zwei Vorblätter vorhanden. Die rötlichen, leicht haarigen Blütenstiele sind 1,5–3 Zentimeter lang. Die röhrig stehenden 5–8 Staubblätter mit priemlichen, gehörnten (Tubules) Antheren besitzen kürzere und rötliche, flache Staubfäden. Der mehrkammerige Fruchtknoten ist unterständig, mit einem langen Griffel mit kleiner, kopfiger Narbe. Es ist ein Diskus vorhanden.
Die glatten vielsamigen und eiförmigen bis rundlichen oder ellipsoiden Früchte (Scheinfrucht), Beeren mit Kelchresten an der Spitze, sind in der Größe vergleichbar mit kleineren Kirschen. Sie sind etwa 10 bis über 25 Millimeter groß (kultivierte Sorten sind größer). Die reifen Früchte sind leuchtend rot gefärbt und haben vier Luftkammern im Inneren. Dadurch sind sie wesentlich leichter als Wasser. Die vielen (etwa 30), orange-bräunlichen, leicht furchigen Samen sind eiförmig bis rundlich, abgeflacht und etwa 1,8–2,5 mm groß.
Die Chromosomenzahl beträgt 2n = 24.

## Verbreitung
Die natürliche Heimat von Vaccinium macrocarpon liegt in Hochmooren im östlichen Nordamerika. Das Verbreitungsgebiet reicht von New Brunswick und Neufundland in Kanada bis zu den US-Bundesstaaten North Carolina, Tennessee und Virginia. Die Art kommt dort in Gesellschaften der Klasse Eriophoro-Kalmietea vor.
Vaccinium macrocarpon wurde in mehreren Mooren Deutschlands sowie auf den niederländischen Inseln Terschelling und Vlieland als Neophyt eingebürgert. Sie kommt hier in Gesellschaften der Ordnung Sphagnetalia vor. Weitere Einbürgerungen durch Kulturflüchtlinge erfolgten im Westen der USA (Kalifornien und Washington) und in England.

## Ernte

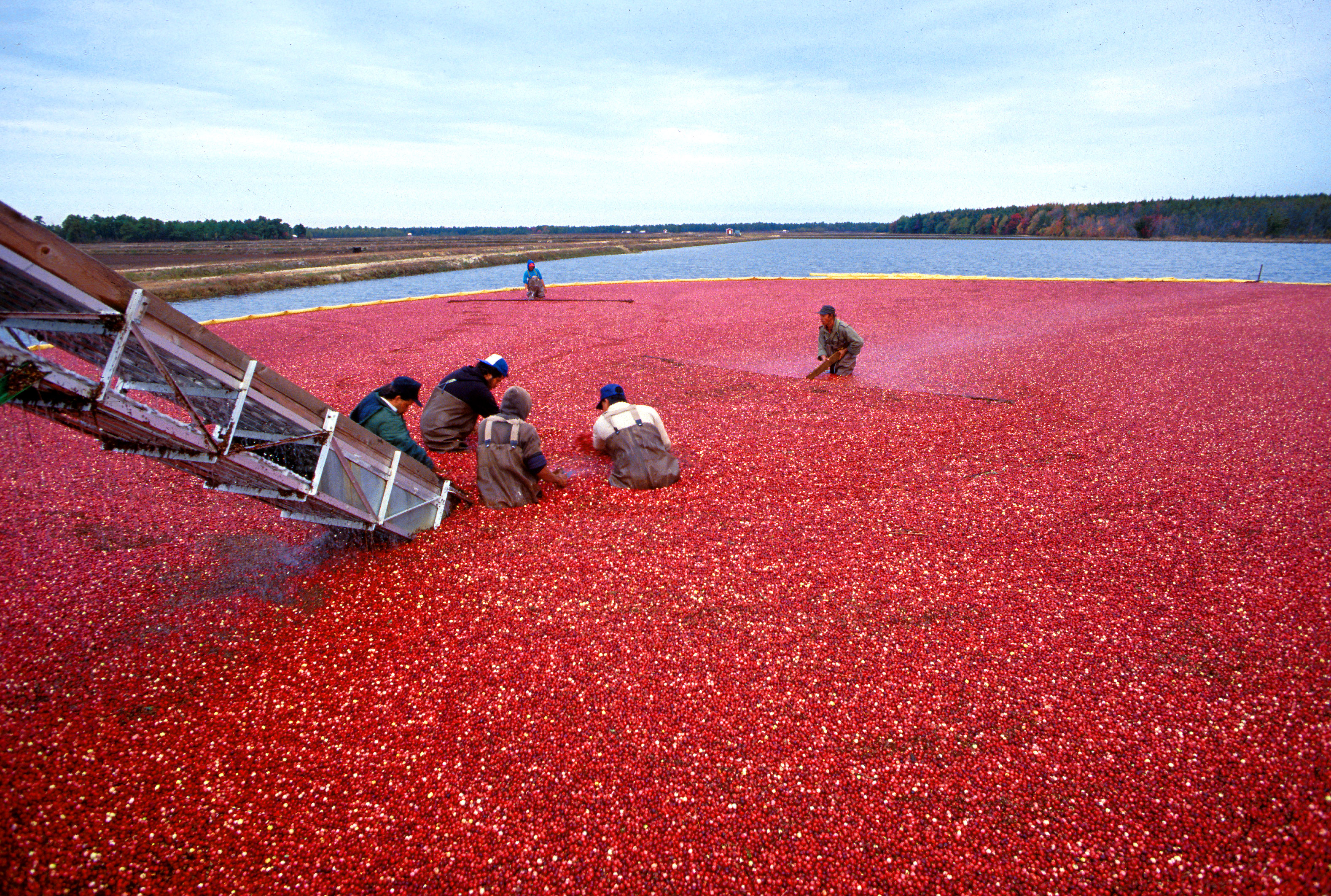
Cranberry-Ernte in New Jersey

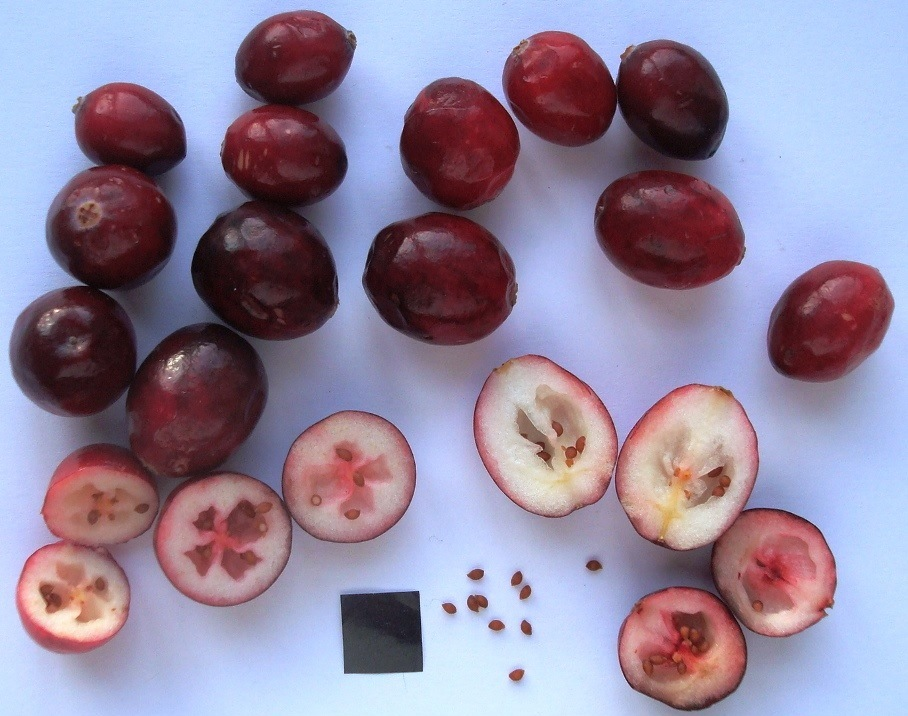
Früchte der Cranberry (Vaccinium macrocarpon) – unten in der Mitte die Samenkörner (das Quadrat hat eine Kantenlänge von 1 cm)

Die Früchte sind wesentlich leichter als Wasser, was das heutige hochmechanisierte Ernteverfahren möglich macht. Größter europäischer Produzent von Früchten kultivierter Pflanzen ist Lettland mit etwa 100 Hektar Anbaufläche.
Im kommerziellen Anbau ist eine besondere Erntemethode üblich: Zunächst werden die Felder mit Wasser geflutet, danach werden die Kranbeeren mit Hilfe spezieller Maschinen vom Busch durch einen Strudelsog abgetrennt. Anschließend werden die reifen, obenauf schwimmenden Früchte eingesammelt (siehe Bild).
Die vier Luftkammern in der Beere haben neben dem Auftrieb bei der Ernte noch einen weiteren Nutzen: Die intakten Luftkammern hochwertiger Beeren lassen diese wie einen Ball hüpfen. Minderwertige Früchte tun dies nicht, sodass bereits im Jahr 1881 Maschinen entwickelt wurden, die dafür sorgen, dass hochwertige Früchte über eine Barriere springen. Diese werden als ganze Früchte verkauft.

## Wirtschaftliche Bedeutung
2021 wurden laut der Ernährungs- und Landwirtschaftsorganisation der Vereinten Nationen (FAO) weltweit etwa 495.173 t Cranberries geerntet. Die größten Produzenten waren die USA (64,8 % der Welternte), Kanada (31,6 %) und die Türkei (2,8 %).

## Medizinische Bedeutung

### Harnwegsinfekte
Die Wirkung der Inhaltsstoffe von Kranbeeren auf Harnwegsinfekte wurde vielfach untersucht. Untersuchungen fanden keine bakteriostatischen Wirkungen von Kranbeerensaft oder Urin von Personen, die Kranbeerensaft zu sich genommen hatten.
Wirkstoffe der Kranbeeren, speziell Proanthocyanidine (PACs), können verhindern, dass sich Bakterien an die Oberflächen der Harnwege anheften. Die Erreger finden so keinen Halt und können mit dem Harn ausgeschwemmt werden. Eine entsprechende anti-adhäsive Wirkung ist belegt. Ungeklärt ist jedoch, ob die Erreger, die durch Pili die Fähigkeit haben, sich auf Oberflächen anzuheften, die bedeutendsten Erreger von Harnwegsinfekten sind. So sind nicht alle Erreger, die Infekte verursachen, mit Fimbrien ausgestattet. Diese scheinen weniger bedeutend für Blaseninfekte als für Nierenentzündungen zu sein. Andererseits ist belegt, dass sich durch den Genuss von Kranbeeren der Gehalt an entzündungshemmender Salicylsäure im Urin und Plasma erhöht, zugleich wird durch die Salicylsäure und andere wieder ausgeschiedene organische Säuren der Harn angesäuert, was die Vermehrung von Keimen hemmen kann. Erhöhte Flüssigkeitszufuhr oder ein diuretischer Effekt führen gleichzeitig zur raschen Ausschwemmung bzw. Verdünnung der Keimkonzentration.
Auch über den Wirkmechanismus und die Wirkstoffe von Kranbeerensaft besteht Uneinigkeit. Kranbeeren enthalten starke Antioxidantien wie PAC. Als wirksamer Bestandteil kommen neben Proanthocyanidinen auch 1-O-Methylgalactose, Prunin und Phlorizin infrage. Aktuelle Untersuchungen zeigen, dass für die Wirkung auf p-Fimbrien tragende E. coli höhermolekulare Inhaltsstoffe aus der Substanzklasse der Proanthocyanidine verantwortlich sind. Diese Proanthocyanidine gehören zur polyphenolischen Gruppe der Flavanole. Speziell handelt es sich in Kranbeeren hauptsächlich um Oligomere des Catechins und Epicatechins, die wegen ihrer eiweißdenaturierenden Eigenschaften auch als kondensierte Tannine bezeichnet werden. Es wurde gezeigt, dass die A-förmigen Kranbeeren-Proanthocyanidine für die Anti-Adhäsions-Wirkungen verantwortlich sind, während B-förmige Proanthocyanidine in anderen Nahrungsmitteln nur geringfügige oder keine Aktivität aufzeigen.
Diese A-förmigen PAC unterscheiden sich strukturell von den PAC in Grüntee oder Schokolade, denen keine Anti-Adhäsions-Effekte zugesprochen werden konnten. Auch bei vielen anderen auf diese Eigenschaft hin untersuchten Früchten konnten Inhaltsstoffe mit vergleichbarer anti-adhäsiver Wirkung nicht nachgewiesen werden.
Die Deutsche Gesellschaft für Allgemeinmedizin erwähnt in ihrer Leitlinie von 2018 Cranberry als traditionelles Heilmittel zur Behandlung von (rezidivierender) Harnwegsinfektionen, spricht sich aber für keine Empfehlung aus. Grund hierfür sind die widersprüchlichen Ergebnisse vieler Studien und Übersichten zur Langzeitprävention mit Cranberry- und Moosbeerenprodukten (Saft, Kapseln, Tabletten, getrocknete Beeren) gegenüber Placebo, Nicht-Behandlung und anderen Präventionsregimen. In einer Leitlinie der Europäischen Gesellschaft für Urologie werden Cranberryprodukte als Maßnahme zur Vorbeugung gegen Harnwegsinfekte mit unklarer Wirksamkeit erwähnt. Sie werden aber als der Antibiotikagabe unterlegen bewertet. Gemäß Leitlinie sollen Patienten darüber informiert werden, dass die präventive Gabe bei wiederkehrenden Harnwegsinfekte nur eine geringe Evidenz hat und es widersprüchliche Daten gibt.
Eine Metastudie der Cochrane Collaboration aus dem Jahr 2023 kam zu dem Schluss, dass eine gewisse Wirkung nur für junge Frauen mit wiederkehrenden Harnwegsinfekten belegt ist. Der Nutzen für ältere Patienten mit Blasenentleerungsstörung oder schwangeren Frauen wurde nicht gezeigt. Diese Ergebnisse wurden durch definierte medizinische Therapien, nicht aber durch Nahrungsergänzungsmittel (NEMs) erzielt. Wissenschaftlichen Belege für die Wirksamkeit von NEMs bei Harnwegsinfektionen fehlen daher.

### Andere Effekte
Extrakte aus Cranberrys zeigen in methodisch limitierten Laborstudien einen hemmenden Effekt auf parodontitisverursachende Bakterien, hierbei wird die Bildung eines Biofilms erschwert.
Mit 2500–9600 µg pro 100 g haben getrocknete Kranbeeren einen hohen Gehalt an Melatonin, wodurch sich ihr Verzehr auf den Schlaf-Wach-Rhythmus auswirken kann.
Pestizidrückstände in den Beeren führten 1958/59 zum sogenannten Great Cranberry Scandal.

## Verwendung
In Deutschland werden zunehmend Kranbeeren als Backzutat entdeckt, da sie sich durch ihren herb-säuerlichen Geschmack gut von anderen Zutaten abheben. Als Beispiel ist der Ersatz der sonst üblichen Rosinen in Weihnachtsstollen zu nennen.
In frischer oder getrockneter Form sind die Beeren in der nordamerikanischen und skandinavischen Küche weit verbreitet.
Weiche Früchte werden dagegen zu Kompott oder Saft (zum Beispiel für eine Verwendung in Erfrischungsgetränken) verarbeitet. Der Saft ist wesentliche Zutat des Cosmopolitan Cocktails.
International wird die Cranberry ähnlich wie Sultaninen häufig als Frucht in Müsliriegeln oder Joghurts benutzt. Dazu wird sie häufig in anderen Fruchtaromen getränkt, wodurch ihr Eigengeschmack oft nicht mehr erkennbar ist.

## Sorten
Es sind etwa 130 Sorten der Kranbeere bekannt, teils mit dunkelrot bis schwarz gefärbten Früchten. Allerdings stammen etwa 99 % der kommerziell angebauten Früchte von lediglich etwa einem Dutzend meistangebauter Sorten. Zu den wichtigsten Sorten zählen Ben Lear, Early Black, Howes, McFarlin und Searles.

## Krankheiten
Die Blätter der Großfrüchtigen Moosbeere können vom parasitischen Pilz Exobasidium perenne besiedelt werden.